# Conyngham

Conynghams vapensköld

Conyngham är en irländsk släkt med arvtiteln markis av Donegal. 
Conynghams är ursprungligen en skotsk protestantisk släkt som bosatte sig i området år 1611. Familjen kom därigenom att ta över markerna runt byn Mountcharles (irl. Tamhnach an tSalainn), inte långt från staden Donegal i grevskapet med samma namn. Den dåtida ägaren och familjeöverhuvudet, Charles Conyngham, döpte om byn till Mountcharles. Familjen hade också stora ägor i västra Donegal, särskilt i området The Rosses. 
Kopplingen mellan Conynghams och egendomen går tillbaka mer än 300 år, då man förvärvade den år 1701 efter Williamskrigen. Henry Conyngham, 1:e markis Conyngham, fick sin titel och slottet Slane Castle 1816. Vid den tiden flyttade familjen sitt huvudsäte till Slane Castle.

## Släkten

### Earls Conyngham (1781)
- Henry Conyngham, 1:e earl Conyngham (1705–1781)

### Barons Conyngham (1781)
- Henry Conyngham, 1:e baron Conyngham (1766–1832) (Ny titel markis Conyngham år 1816)

### Markis Conyngham (1816)

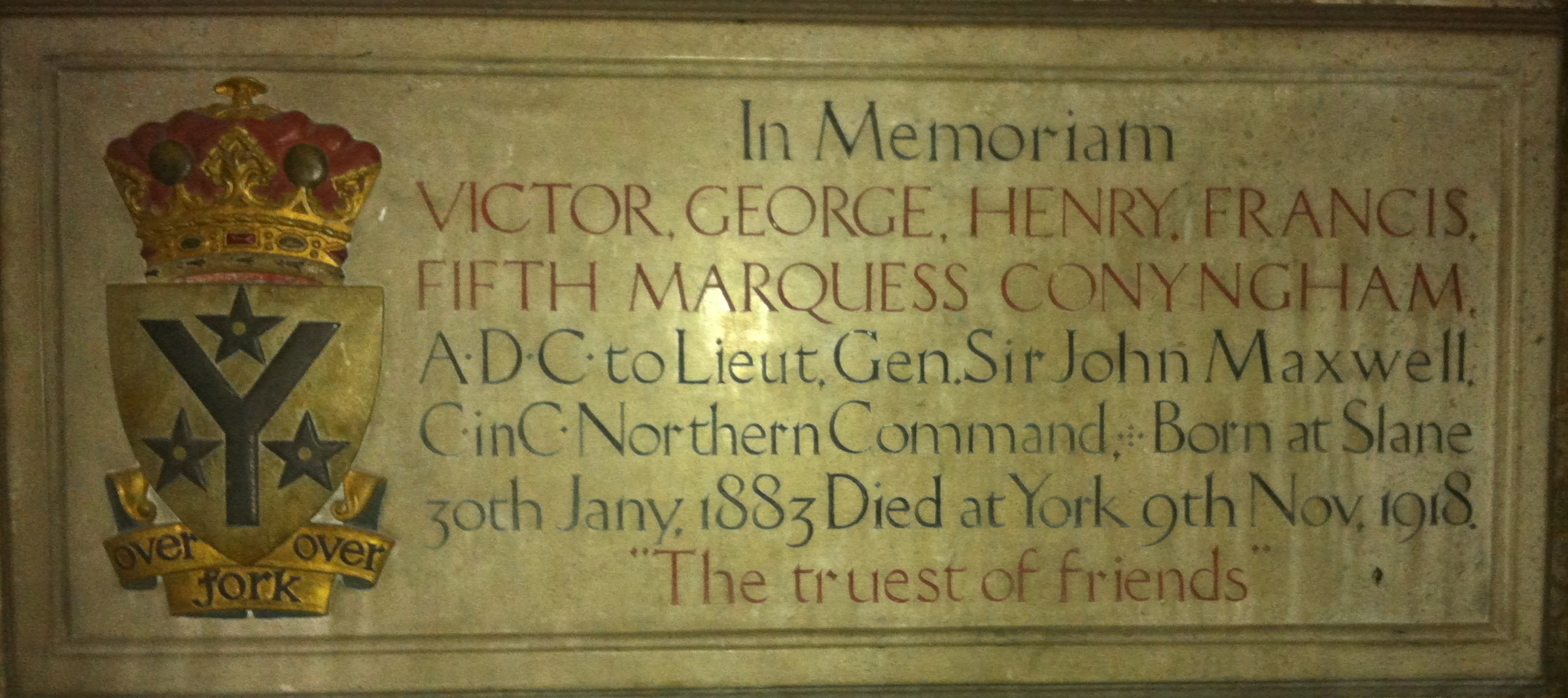
Minnesplatta för Victor George Henry Francis, 5:e markis Conyngham, i York Minster

- Henry Conyngham, 1st markis Conyngham (1766–1832)
- Francis Conyngham, 2:e markis Conyngham (1797–1876)
- George Conyngham, 3:e markis Conyngham (1825–1882)
- Henry Francis Conyngham, 4:e markis Conyngham (1857–1897)
- Victor George Henry Francis Conyngham, 5:e markis Conyngham (1883–1918)
- Frederick William Burton Conyngham, 6:e markis Conyngham (1890–1974)
- Frederick Conyngham, 7:e markis Conyngham (1924–2009)
- Henry Conyngham, 8:e markis Conyngham (1951)

#### Arvinge
- Arvinge är markisens son Alexander Burton Conyngham, Earl of Mount Charles (1975)
- Arvingens arvinge är hans son Rory Nicholas Burton Conyngham (2010)

### Andra kända Conyngham
- Jane Spencer var dotter till Francis Conyngham, 2:e markis Conyngham
- Lord Albert Conyngham var tredje son till Henry Conyngham, 1:e markis Conyngham. Gifte sig 1849 och tog sin frus efternamn, varefter han blev Albert Denison, 1:e baron Londesborough